# Pietra di luna
La pietra di luna è una varietà di adularia.

## Abito cristallino

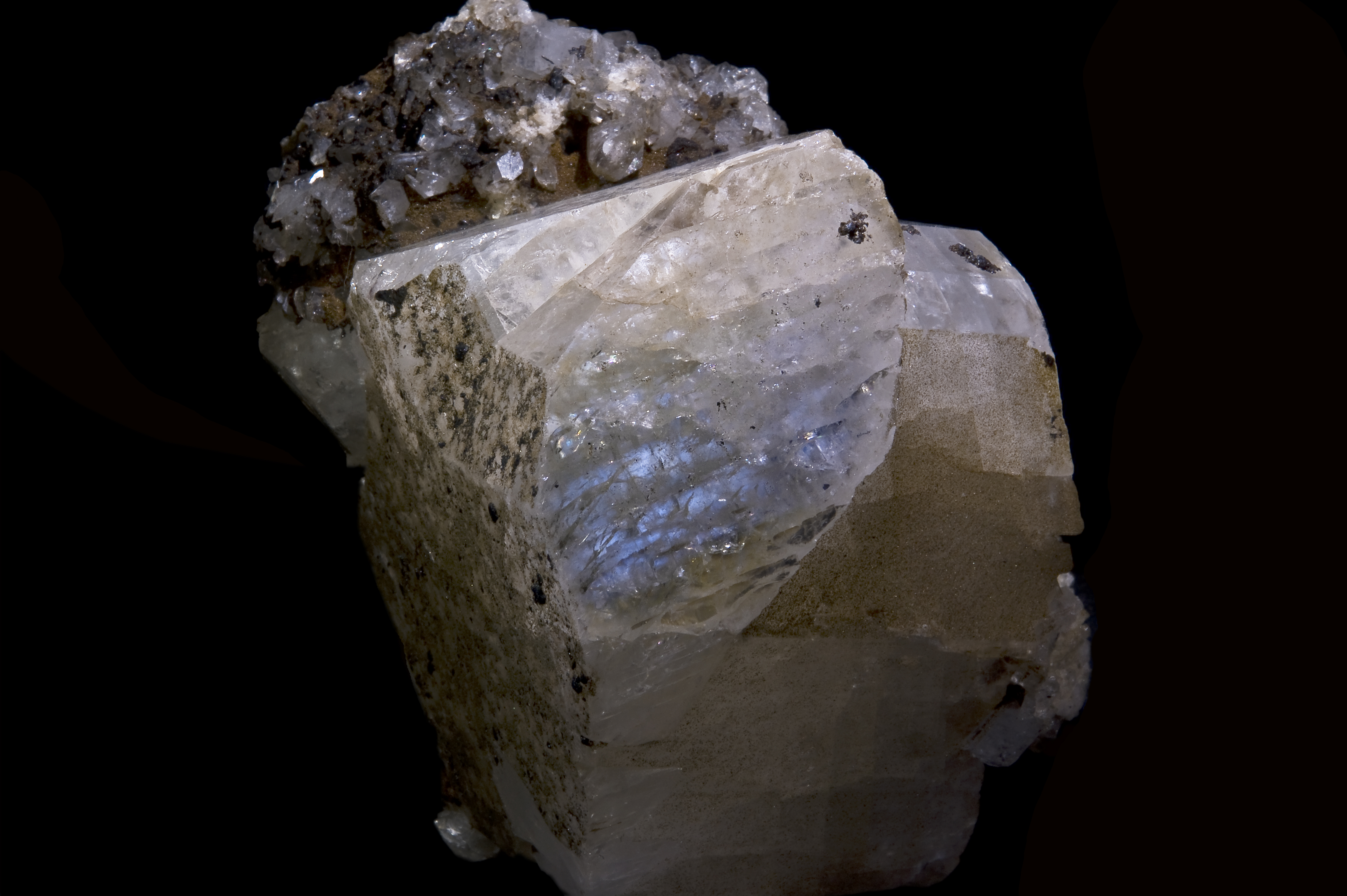
Pietra di luna svizzera

Pseudoromboedrico.

## Origine e giacitura

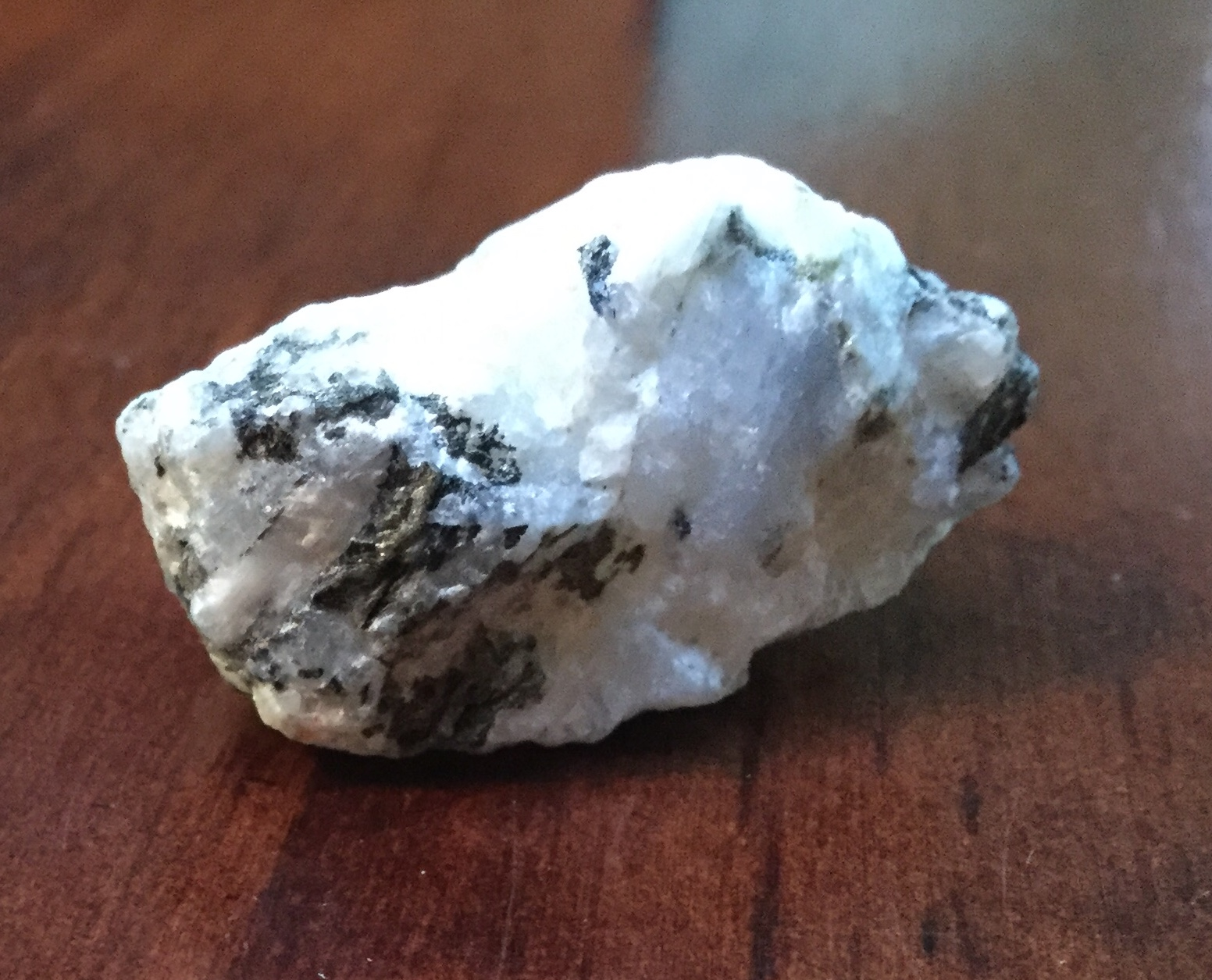
Pietra di luna grezza

Idrotermale.

## Forme in cui si presenta in natura

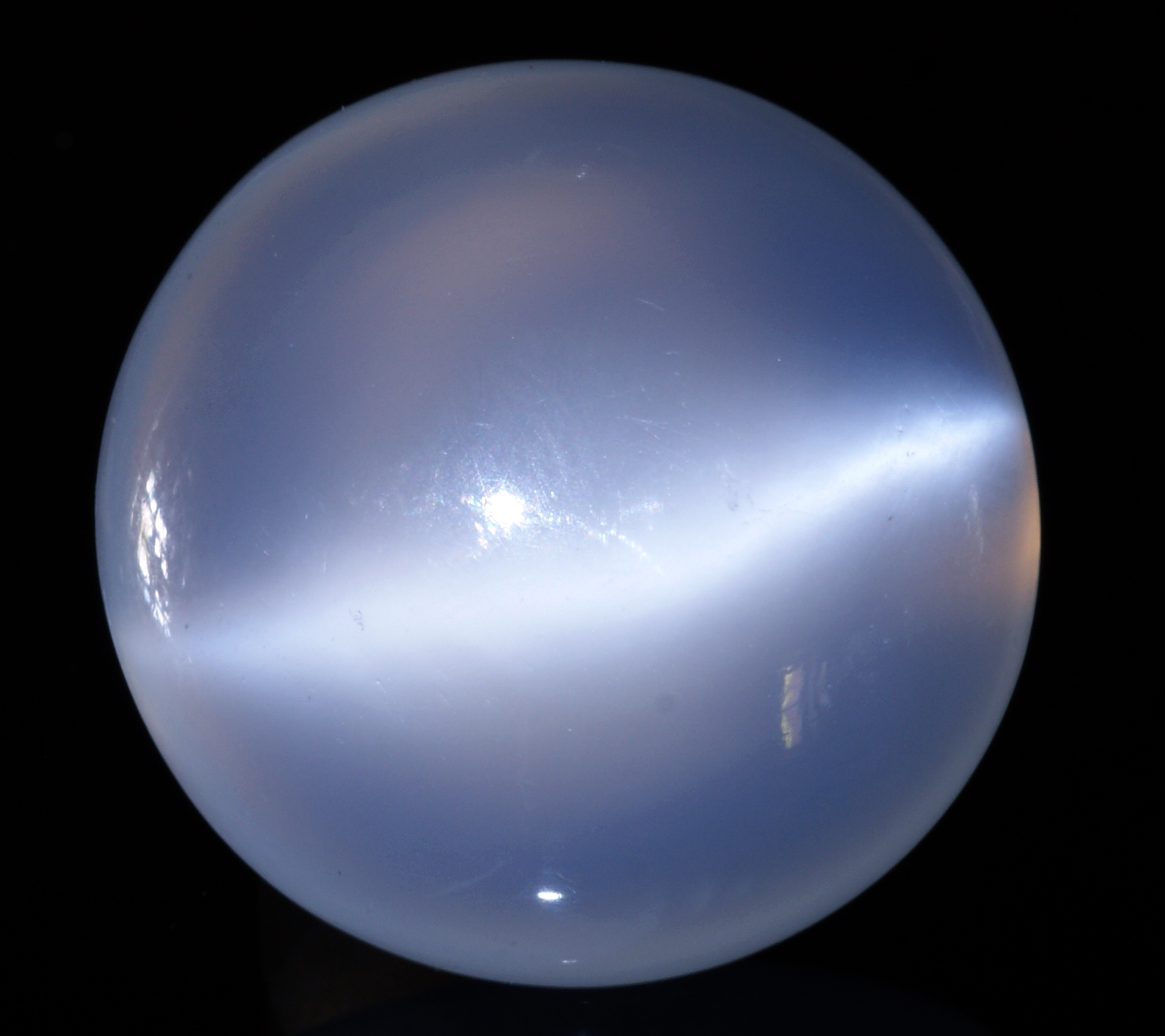
Cabochon di pietra di luna occhio di gatto

I cristalli di pietra di luna possono avere delle geminazioni complesse.

## Caratteristiche chimico-fisiche
La caratteristica principale della pietra di luna è quella che caratterizza anche l'adularia stessa: l'adularescenza. Tale fenomeno è dovuto alla disposizione in file parallele delle lamelle degli smistamenti pertitici (si veda la voce:Feldspato ) dei feldspati, oltre che eventuali inclusioni; il fatto che i feldspati non siano mescolati tra loro dipende dalla temperatura di formazione della pietra di luna: se è bassa, ognuno dei feldspati cristallizzerà per proprio conto, l'uno dentro l'altro.

## Credenze popolari
Veniva usata dagli antichi per catturare l'energia lunare. 
Nell'antica India - ma anche nell'Impero Romano - si credeva che la pietra avesse origine da raggi lunari che avevano colpito la roccia. Significativamente, il nome della pietra, in lingua hindi, è chandrakant, che vuol dire amato (kant) dalla luna (chandra). La pietra è sempre stata collegata all'universo femminile e in particolare alla chiaroveggenza. Raccontano le leggende che, in tempi lontani, indovini vestiti da donna tenessero in bocca una pietra di luna per poter vedere il futuro (cfr. Gavin Linsell, Die Welt der Edelsteine, Juwelo Deutschland GmbH Ed. Berlin, 2014, pp. 170-175).